# Steel Ring
Steel Ring je moderní motokárový areál v Třinci. Celková délka dráhy činí 1150 metrů.

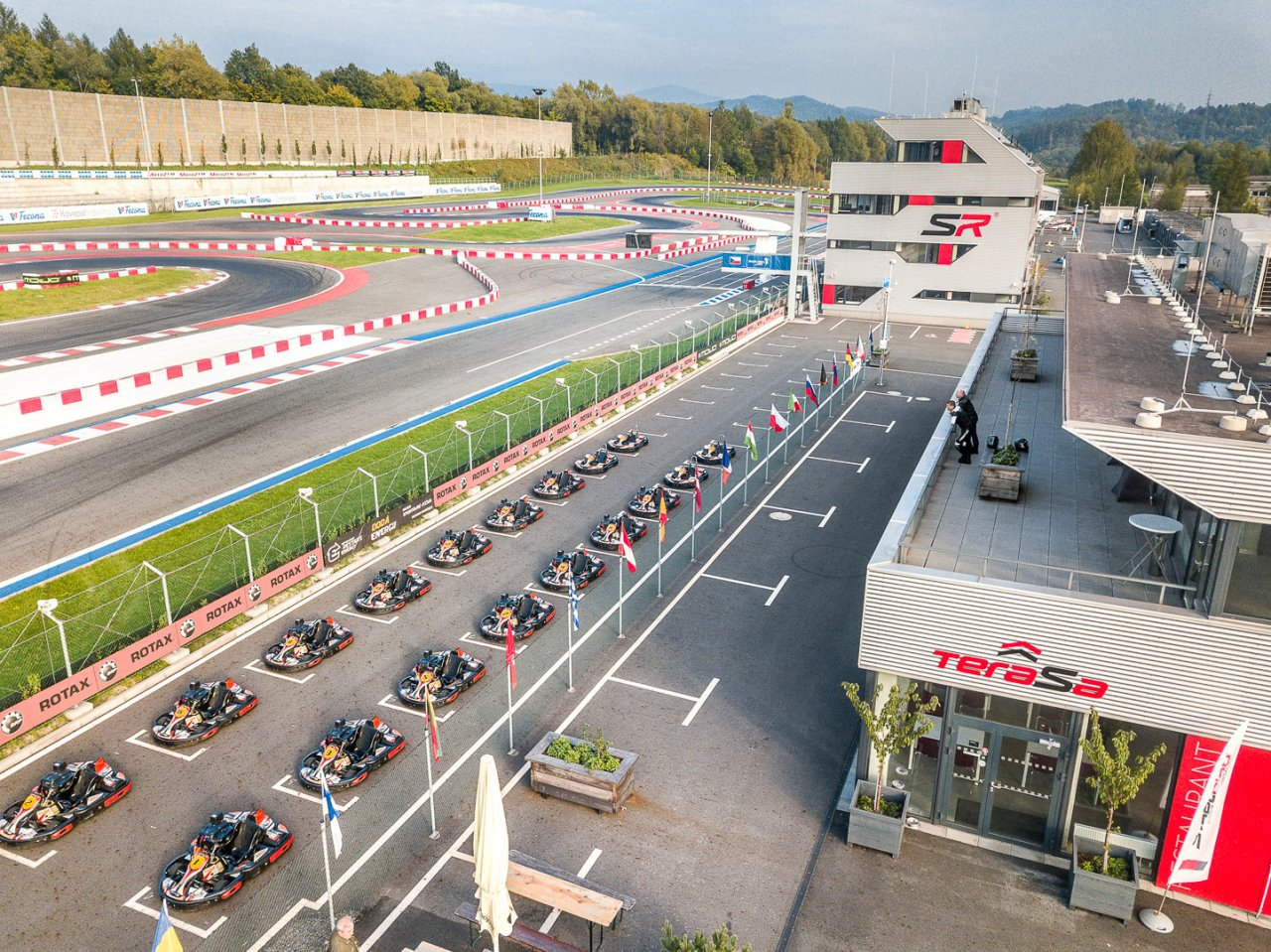
Část areálu

## Zajímavosti
Areál byl zprovozněn v roce 2017 a kromě samotné dráhy do něj patří také půjčovna motokár, restaurace, parkoviště, kamerový systém, tribuny pro diváky a mechaniky a společenské místnosti. V roce 2023 Steel Ring hostil závody Mistrovství střední a východní evropské zóny (CEE), kterého se zúčastnil i juniorský tým Ferrari

## Parametry
- délka 1234 m
- šířka 9–10 m
- počet zatáček 18 (8 levých a 10 pravých)
- převýšení 7 m

Zdroj: